# XHECA-FM
La Voladora Radio es una estación de radio comunitaria cuyo indicativo es XHECA-FM ubicada en el municipio de Amecameca de Juárez, México. Transmite en la frecuencia de 97.3 MHz de la banda de frecuencia modulada con 300 vatios de potencia.

## Historia
La frecuencia XHECA-FM está permisionada a La Voladora Comunicación, A.C.; el distintivo de llamada es XHECA-FM y transmite con 300 vatios de potencia en el 97.3 de Frecuencia Modulada y a través de la internet. Al principio de su historia transmitió en el 102.1 del dial.
Asimismo, es un colectivo de comunicación alternativa que, entre otros proyectos, sostiene un portal informativo en internet.
La Voladora Radio fue fundada en el año 2000, a partir de la entrada de la Policía Federal Preventiva en la instalaciones de la Ciudad Universitaria en Ciudad de México, lo que terminó con la huelga estudiantil en la UNAM y con varios proyectos generados es ese contexto, particularmente con la estación La Ke-Huelga. Varios miembros fundadores de ese proyecto se juntaron con algunos otros provenientes de proyectos más antiguos como Televerdad (que estuvo ubicada en la esquina de Insurgentes y Reforma durante el año 1994).
Entre sus miembros fundadores se encuentran Ernesto Hernández, Matteo Dean, Itzá Eudave, José Luis Aragón, Arcelia Toledo, Daniel Iván, Alfonso Figueroa y René Crespo, entre otros, la mayoría de los cuales continúan participando en distintos proyectos de comunicación alternativa, radio libre, gestión cultural y radio comunitaria.
El proyecto estuvo pensado inicialmente como una radio itinerante de 20 vatios, que visitó poblaciones rurales en estados como Oaxaca, Zacatecas, Sonora y Michoacán, y que realizó varias transmisiones especiales desde Coyoacán, Xochimilco, Milpa Alta y el Zócalo de la Ciudad de México. Su esquema incluyó (y sigue incluyendo) la creación de alianzas con organizaciones de la sociedad civil mexicana, que colaboran en la manutención del proyecto y ofrecen información puntual sobre sus agendas en la programación de la radio.
Durante el año 2000, el colectivo de La Voladora Radio fundó varios proyectos en distintas partes de la Ciudad de México, particularmente en la Unidad Panamericana, museo "Cuartel Zapatista" y en la Casa de la Cultura La Pirámide. Durante ese mismo año, La Voladora Radio comenzó a visitar la comunidad de Amecameca de Juárez, en el Estado de México, al pie del volcán Popocatépetl y la montaña Iztaccíhuatl.
En diciembre del año 2000, a raíz de la grave contingencia volcánica que sufrió dicha comunidad, La Voladora Radio permaneció de manera continua y, a partir del año 2001, estableció allí de manera permanente su señal. En esta refundación del proyecto participaron Esperanza Rascón Córdoba, Ernesto Hernández, Daniel Iván, Arabella Jiménez y Guillermo Cardoso, entre otros. Los proyectos iniciados en Ciudad de México permanecieron en manos de otros colectivos y algunos de ellos ya no existen.
Desde el momento de su fundación, La Voladora Radio se concibió a sí misma como parte de un movimiento político, por lo que en el año 2000 formalizó su integración a la Asociación Mundial de Radios Comunitarias (AMARC) en México. Desde el año 2006, la representación nacional de esa asociación recayó en el entonces director de La Voladora Radio, Daniel Iván, quien dejó dicho cargo en diciembre del año 2007.
El 9 de mayo de 2005, la Secretaría de Comunicaciones y Transportes (México) otorgó el permiso de transmisión para La Voladora Radio, luego de una ardua lucha que incluyó a otras 10 radios comunitarias del país y que fue coordinada por la Asociación Mundial de Radios Comunitarias, México.
En el año 2007, La Voladora Radio inició un proceso de consulta para renovar su dirección, dando como resultado la elección de Verónica Galicia, quien funge como directora desde noviembre del mismo año.

## Modelo radiofónico
La Voladora Radio se ha distinguido por intentar establecer una mediación entre los gustos y costumbres de sus radioescuchas (particularmente aquellas ligadas con el consumo de medios) y sus propias prioridades comunicativas y políticas. Por ello, la estación transmite desde música popular comercial hasta géneros que no son ampliamente difundidos en la radio mexicana (como música del mundo, jazz, blues, etc.).
La política de otorgamiento de programas de La Voladora Radio se basa primordialmente en el principio de que las personas de la comunidad son la principal fuente de contenido para la radio comunitaria, por lo que su programación está fundamentada casi primordialmente en espacios realizados por personas de la comunidad y/o organizaciones o productores independientes.
Asimismo, esta radio se ha distinguido por buscar consolidar una identidad sonora basada en dos aspectos fundamentales: la inclusión de la agenda social de las organizaciones de la sociedad civil, y la búsqueda de una identidad sonora basada en su artística.